# Lituanie aux Jeux olympiques de la jeunesse d'été de 2010
Le Lituanie participe aux Jeux olympiques de la jeunesse d'été de 2010 à Singapour, et termine le tournoi avec un total de 4 médailles dont trois en or et une en bronze.

## Athlétisme
- Martynas Šedys
- Mantas Jusis
- Marius Simanavičius
- Marius Šavelskis
- Dovilė Dzindzaletaitė
- Laura Gedminaitė
- Diana Kačanova

### Basket-ball
- Martynas Pauliukėnas
- Mantas Mockevičius
- Rokas Narkevičius
- Marius Užupis

## Boxe
- Evaldas Petrauskas
- Ričardas Kuncaitis

## Canoë-kayak
- Elvis Sutkus

## Gymnastique
- Robertas Tvorogalas

## Judo
- Kęstutis Vitkauskas
- Laura Naginskaitė

## Pentathlon
- Lukas Kontrimavičius
- Gintarė Venčkauskaitė

## Aviron
- Rolandas Maščinskas

## Voile
- Valerijus Ovčinnikovas

## Natation
- Urtė Kazakevičiūtė
- Jūratė Ščerbinskaitė
- Vaidotas Blažys